# Albert Stange
Franz Albert Stange (* 17. Januar 1899 in Plaue; † im 20. Jahrhundert) war ein deutscher Politiker (NSDAP).

## Leben
Stange besuchte die Bürgerschule in Erfurt und machte dann eine Versicherungslehre. Von April 1914 bis Januar 1916 besuchte er die Unteroffiziers-Vorschule Sigmaringen und Januar 1916 die Unteroffiziersschule in Treptow a. Rega. Danach leistete er im Ersten Weltkrieg Kriegsdienst im Infanterie-Regiment 71 und ab April 1918 als Unteroffizier beim Infanterie-Regiment 467. 1918/19 diente er im Freiwilligen Landesjägercorps und nahm an Kämpfen in Berlin und Mitteldeutschland teil.
1919 trat er in die Sicherheitspolizei Mitteldeutschland/Kommando Erfurt ein und beteiligte sich in Kämpfen 1920 in Gotha, 1921 in Eisleben und im Leunagebiet. 1921 schied er nach dem Ende der Kämpfe aus und wurde Arbeiter in den Kohlegruben in Geiselthal. Im November 1921 trat er in den Thüringischen Polizeidienst ein, schied dort aus politischen Gründen Mitte 1922 wieder aus. 1922 bis 1926 war er Bahnunterhaltungsarbeiter, Gärtnereiarbeiter und Büroarbeiter in Erfurt. Von 1926 bis 1933 war er Bürovorsteher beim Mitteldeutschen Handwerkerbund, Geschäftsführer des Hauptkampfbundes für den Gewerblichen Mittelstand in Erfurt.
Nach der Machtergreifung der Nationalsozialisten wurde er 1933 Vizepräsident der Handwerkskammer für den Regierungsbezirk Erfurt und den Kreis Herrschaft Schmalkalden in Erfurt. Im Juli 1933 wurde er zum Staatskommissar für das Wirtschaftsgebiet Thüringen ernannt. Im August 1934 wurde er vertretungsweise Polizeipräsident in Erfurt. Ab November 1934 war er vertretungsweise Polizeipräsident in Harburg, bevor der Auftrag Oktober 1935 widerrufen wurde.

## Politik
1919 wurde er Mitglied im Stahlhelm und 1922 im Wikingbund. Am 5. November 1922 war er Mitbegründer der Ortsgruppe Erfurt der NSDAP und war bis 1929 Propagandaleiter der NSDAP in Erfurt. 1929 wurde er Untergau- und Bezirksleiter der NSDAP.
Er gehörte ab 1929 bis zu seiner Auflösung 1933 dem Provinziallandtag der Provinz Sachsen an. Dieser wählte ihn im April 1933 in den Preußischen Staatsrat. Dem Staatsrat gehörte er bis zu dessen Auflösung am 10. Juli 1933 an. Danach wurde er als „Vertreter des Kanzlers“ von Hermann Göring in den nationalsozialistischen Preußischen Staatsrat berufen. 1935 schied er aus dem Staatsrat aus. Von Oktober 1933 bis 1935 war er für die Dauer seiner Zugehörigkeit zum Staatsrat Mitglied des Staatsschuldenausschusses in Berlin.